# Whisky & Coca-Cola
Whisky & Coca-Cola è il secondo album di Corrado, pubblicato nel 1987.

## Tracce
1. Si nun ce stisse tu – 3:38
2. Piccola venere – 4:15
3. Dimme sì – 4:00
4. Il mio diario – 3:15
5. Damme 'nu vaso – 3:30
6. Vacanze senza lei – 2:58
7. Whisky & Coca-Cola – 3:53
8. Come in un film – 3:03
9. Chisà – 3:38
10. T'amo e tu (All at once) – 4:20